# Уилкокс, Джон Уолтер
Джон Уолтер Уилкокс (англ. John Walter Wilcox, Jr., 22 марта 1882 — 27 марта 1942) — офицер ВМС США, контр-адмирал.

## Биография
Уроженец штата Джорджия. Окончил Военно-морскую академию в 1905 году.
Во время Второй мировой войны командовал оперативным соединением № 39 (TF39), которое занималось прикрытием арктических конвоев.
В состав соединения входили линкоры «Вашингтон» (флагман) и «Северная Каролина», авианосец «Уосп», тяжелые крейсера «Уичита» и «Таскалуза», а также 8-й дивизион эскадренных миноносцев.

## Инцидент в Северной Атлантике
В марте 1942 года соединение № 39 направлялось в Атлантический океан.
27 марта в точке 42°24′00″ с. ш. 61°34′00″ з. д. недалеко от о. Сейбл контр-адмирал Уилкокс, находившийся на линкоре «Вашингтон», во время мощного шторма упал за борт.
Для поиска адмирала с «Уоспа» был поднят самолёт, который вскоре потерпел аварию и тоже утонул.
После этого командование соединением принял на себя контр-адмирал Р. К. Гиффен.
Контр-адмирал Уилкокс — самый высокопоставленный офицер ВМС США, погибший в море не во время боя.